# 老媽實習生
《老媽實習生》（英語：Great News）是一部由翠西·惠格費爾德開創，於2017年4月25日在NBC開播的美國情境喜劇。本劇由布莉嘉·海蘭與安德烈亞·馬丁領銜主演，並由蒂娜·菲與羅伯特·卡洛克和惠格費爾德共同擔任執行製作。
2017年5月11日，本劇獲NBC第2季續訂，但在播出兩季後，電視網於2018年5月11日宣布取消劇集。

## 故事
講述欲展露頭角的電視新聞製作人凱蒂·溫朵森，與母親凱蘿關係親密，卻一心想要擺脫凱蘿的過度干涉，殊不知，凱蘿竟成為了電視台新聞部的實習生，這讓她在追求夢想的同時，還得招架母親帶給自己的困擾……

## 集數
| 季數 | 集数 | 集数 | 首播日期      | 首播日期      |
| 季數 | 集数 | 集数 | 首映          | 季终          |
| ---- | ---- | ---- | ------------- | ------------- |
| 1    | 10   | 10   | 2017年4月25日 | 2017年5月23日 |
| 2    | 13   | 13   | 2017年9月28日 | 2018年1月25日 |

## 卡司
| 演員              | 角色                   | 登場季數        | 登場季數        | 登場 集數 |
| 演員              | 角色                   | 1               | 2               | 登場 集數 |
| ----------------- | ---------------------- | --------------- | --------------- | --------- |
| 布莉嘉·海蘭       | 凱蒂·溫朵森            | 主演            | 主演            | 23        |
| 安德烈亞·馬丁     | 凱蘿·溫朵森            | 主演            | 主演            | 23        |
| 亞當·坎貝爾       | 葛瑞格·沃許            | 主演            | 主演            | 23        |
| 妮可·里奇         | 波西雅·史考特-葛里菲思 | 主演            | 主演            | 23        |
| 霍雷肖·桑斯       | 賈斯汀                 | 主演            | 主演            | 23        |
| 約翰·邁克·希金斯  | 查克·皮爾斯            | 主演            | 主演            | 23        |
| 克莉絲蒂娜·皮科斯 | 米兒德蕾·馬洛克        | 常設            | Does not appear | 2         |
| 薇琪·羅倫斯       | 安琪                   | 常設            | 常設            | 7         |
| 翠西·惠格費爾德   | 貝絲·維爾克            | 常設            | 常設            | 16        |
| 席恩·麥金尼       | 韋恩                   | 常設            | 常設            | 15        |
| 布拉德·莫利斯     | 吉恩                   | 常設            | 常設            | 16        |
| 莎拉·貝克         | 喬絲·維克利            | 常設            | 客串            | 3         |
| 羅賓·利奇         | 羅賓·利奇              | 常設            | Does not appear | 2         |
| 瑞克·克羅姆       | 戴夫·溫朵森            | 客串            | Does not appear | 1         |
| 史都華·史凱爾頓   | 戴夫·溫朵森            | 常設            | 常設            | 6         |
| 安娜·蓋斯泰       | 凱莉                   | 客串            | 常設            | 3         |
| 瑞秋·德拉徹       | 梅莉-凱莉              | 客串            | 常設            | 3         |
| 蒂娜·菲           | 黛安娜·聖·卓佩茲       | Does not appear | 常設            | 5         |
| 雷德·史考特       | 傑若米                 | Does not appear | 常設            | 3         |
| 艾希莉·廖         | 莫娜                   | Does not appear | 常設            | 2         |

### 主要角色
- 布莉嘉·海蘭 飾演 凱瑟琳·“凱蒂”·溫朵森（Katherine "Katie" Wendelson）

MMN《新聞快報》（The Breakdown）新聞製作人。
- 安德烈亞·馬丁（英语：Andrea Martin） 飾演 凱蘿·溫朵森（Carol Wendelson）

凱蒂的母親，和凱蒂關係親密。是個有意思、樂觀卻過於自私的直升機父母，當初放棄就讀大學，只為專心扶養孩子。現在，她決定重拾夢想，並來到《新聞快報》擔任實習生，雖然這對凱蒂產生許多困擾，但卻對打理查克有方。
- 亞當·坎貝爾 飾演 “葛瑞格”里·沃許（Gregory "Greg" Walsh）

《新聞快報》執行製作人，著名新聞主播之子，畢業於哈佛大學。
- 妮可·里奇 飾演 波西雅·史考特-葛里菲思（Portia Scott-Griffith）

《新聞快報》女主播，總是擁有許多奇怪的點子。
- 霍雷肖·桑斯（英语：Horatio Sanz） 飾演 賈斯汀（Justin）

《新聞快報》剪輯師。
- 約翰·邁克·希金斯 飾演 查理·“查克”·皮爾斯（Charlie "Chuck" Pierce）

《新聞快報》男主播，脾氣暴躁、倚老賣老又自以為是，唯有凱蘿才能安撫他。

### 常設
- 蒂娜·菲 飾演 黛安娜·聖·卓佩茲（Diana St. Tropez）

在企業界呼風喚雨的女強人，MMN電視網新執行長，是個強勢的新時代女性。
- 雷德·史考特 飾演 傑若米（Jeremy）

〈紐約時報〉記者，與凱蒂發展情愫。
- 克莉絲蒂娜·皮科斯（英语：Christina Pickles） 飾演 米兒德蕾·馬洛克（Mildred Marlock）

葛瑞格的奶奶，為一名英國富豪，MMN電視網的所有人。
- 吉姆·拉許（英语：Jim Rash） 飾演 芬頓·佩爾特（Fenton Pelt）

自滿草甸農場所有人，追求永保青春的科技億萬富翁。
- 薇琪·羅倫斯（英语：Vicki Lawrence） 飾演 安琪（Angie）

凱蘿的摯友。
- 翠西·惠格費爾德（英语：Tracey Wigfield） 飾演 貝絲·維爾克（Beth Vierk）

《新聞快報》氣象部職員，中間名為吐兒（Barf），是個末日論者。
- 安娜·蓋斯泰（英语：Ana Gasteyer） 飾演 凱莉（Kelly）

《晨間喝開》（Morning Wined Up）主持人之一。
- 瑞秋·德拉徹（英语：Rachel Dratch） 飾演 梅莉-凱莉（Mary-Kelly）

《晨間喝開》主持人之一。
- 席恩·麥金尼（Sheaun McKinney） 飾演 韋恩（Wayne）

《新聞快報》攝影師，實際上已60歲。
- 布拉德·莫利斯（Brad Morris） 飾演 吉恩（Gene）

《新聞快報》新聞製作人。
- 莎拉·貝克（英语：Sarah Baker） 飾演 喬絲·維克利（Joyce Vickley）

MMN電視網人力資源部職員。
- 艾希莉·廖（Ashley Liao） 飾演 莫娜（Moana）

《新聞快報》實習生，名字取自人氣動畫電影《海洋奇緣》。
- 羅賓·利奇（英语：Robin Leach） 飾演 自己

知名英國富豪。
- 瑞克·克羅姆（英语：Rick Crom）／史都華·史凱爾頓（Stewart Skelton） 飾演 戴夫·溫朵森（Dave Wendelson）

凱蒂的父親，凱蘿的丈夫，總是受到凱蘿的無視。

## 製作

### 開發
2015年8月13日，NBC宣布預訂由蒂娜·菲與羅伯特·卡洛克製作、翠西·惠格費爾德撰寫之喜劇試播集，三人皆是榮獲黃金時段艾美獎肯定之《超級製作人》團隊的一員，而大衛·麥納將與三人共同擔任執行製作，並由環球電視公司、3藝術娛樂與小陌生人製作公司協力製作。劇情講述一名過度干涉女兒的母親，進入女兒工作的有線新聞電視網擔任實習生，並對這段母女關係產生之挑戰的故事，而靈感是來自惠格費爾德的親身經歷，本劇亦是惠格費爾德首部擔綱開創及製作的影集。
2016年5月13日，NBC宣布系列預訂本劇，並將作為2016年－2017年美國電視季度新喜劇。2017年5月11日，NBC宣布續訂第2季13集。2018年5月11日，NBC正式宣布取消劇集。

### 選角
2016年2月9日，與蒂娜及卡洛克於《打不倒的金咪》中合作過的亞當·坎貝爾加入試播集演出，飾演才剛被升為節目執行製作、擁有高學歷及背景的葛瑞格。2月12日，宣布安德烈亞·馬丁將出任本劇雙女主角之一，飾演進入女兒工作之新聞編輯室，擔任實習生的母親凱蘿；而《醜聞風暴》、《皮爾普斯一家》琴芮·路易斯-戴維斯則將飾演自在、苛刻又無知的節目共同主持人波西雅。2月19日，宣布《愛情零距離》、《約會殺手》布莉嘉·海蘭將擔任女主角，飾演新聞節目製作人凱蒂。5月13日，公布約翰·邁克·希金斯與霍雷肖·桑斯也參與了試播集的演出。7月21日，由於製作方重塑了波西雅此角，因此改由《拜金女新體驗》妮可·里奇頂替路易斯-戴維斯出演，而希金斯將在劇中飾演比波西雅年老很多的節目主持搭檔。8月22日，宣布《副校長的逆襲》席恩·麥金尼（Sheaun McKinney）將擔任常設角色，飾演攝影師韋恩。
2017年5月14日，宣布執行製作蒂娜·菲將於第2季客串演出。8月3日，主創惠格費爾德於電視評論家協會上，透露蒂娜·菲將於第2季客串飾演企業執行長黛安娜·聖·卓佩茲，並將任職MMN電視網新老闆。8月19日，宣布《副人之仁》雷德·史考特加入第2季常設演員陣容，飾演紐約時報記者傑若米，預計於第4集首次登場，並將會在後續集數登場多集。

## 評價
本劇獲得了影評家不錯的評價。於爛番茄整合的評論中，第1季獲得76%新鮮度、6.25/10分（29名評論家），評論家普遍共識：「《老媽實習生》以討喜的演員、聰明有才華的選角以及微顛覆性的幽默，蓋過相似故事的缺點。」第2季獲得91%新鮮度、7.5/10分（11名評論家），評論家普遍共識：「搞笑的卡司與系列主創蒂娜·菲的螢幕演出，使《老媽實習生》倖免於第2季的頹勢。」
在Metacritic整合的評論中，第1季獲得67分（滿分100分；21名評論家），屬普遍的好評。
評論家前十大電視節目排名
| 2017                                            |
| ----------------------------------------------- |
| - No. 10 影音俱樂部（諾埃爾·穆雷） - – PopCrush |

## 收視
| 季數 | 播出時間（ET）                                                                                         | 集數 | 首映          | 首映          | 季終          | 季終          | 電視季度 | 18–49歲 收視 排名 | 18–49歲 收視 平均 | 收視人数 排名 （百萬） | 平均 收視人数 （百萬） |
| 季數 | 播出時間（ET）                                                                                         | 集數 | 日期          | 收視 （百萬） | 日期          | 收視 （百萬） | 電視季度 | 18–49歲 收視 排名 | 18–49歲 收視 平均 | 收視人数 排名 （百萬） | 平均 收視人数 （百萬） |
| ---- | --- | ---- | ------------- | ------------- | ------------- | ------------- | -------- | ----------------- | ----------------- | ---------------------- | ---------------------- |
| 1    | 星期二 21:00（Ep 1, 3, 5, 7） 星期二 21:30（Ep 2, 4, 6, 8） 星期二 20:00（Ep 9） 星期二 20:30（Ep 10） | 10   | 2017年4月25日 | 5.13          | 2017年5月23日 | 3.07          | 2017     | 120               | 0.9               | 114                    | 3.73                   |
| 2    | 星期四 21:30（Ep 1–6, 9–13） 星期四 20:00（Ep 7） 星期四 20:30（Ep 8）                                 | 13   | 2017年9月28日 | 5.15          | 2018年1月25日 | 2.16          | 2017–18  | 115               | 0.9               | 117                    | 3.53                   |

## 海外播出
| Sony Channel - | Sony Channel -                             | Sony Channel - |
| -------------- | ------------------------------------------ | -------------- |
|                | 老媽實習生（第一季） （2017年11月29日 - ） |                |
| —              | —                                          |                |
| Sony Channel - |                                            |                |
| —              | 老媽實習生（第二季）                       | —              |

## 外部連結
- 官方网站（英文）
- 互联网电影数据库（IMDb）上《老媽實習生》的资料（英文）
- 老媽實習生的Facebook專頁
- 在Netflix上觀看《老媽實習生》